# American Nightmare (TV-serie)
American Nightmare är en amerikansk dokumentärserie vars första säsong hade premiär på Netflix den 17 januari 2024. Första säsongen består av tre avsnitt.

## Handling
Serien kring ett kidnappningsdrama där en kvinna blir bortförd från sitt hem för att hittas några dagar senare. Hon och hennes pojkvän anklagas för att ha hittat på allt.